# Hexanoate de butyle
Le hexanoate de butyle est l'ester de l'acide hexanoïque avec le butanol et de formule semi-développée CH3(CH2)4COO(CH2)3CH3 utilisé dans l'industrie alimentaire et dans la parfumerie comme arôme. 